# Stegnobrisinga splendens
Stegnobrisinga splendens is een zeester uit de familie Brisingidae.
De wetenschappelijke naam van de soort werd in 1926 gepubliceerd door Hubert Lyman Clark.